# Émile Carrara (cyclisme)
Pour les articles homonymes, voir Émile Carrara et Carrara.
Émile Carrara, né le 11 janvier 1925 à Argenteuil et mort le 28 avril 1992 à Copenhague, est un coureur cycliste français.
Son fils Pascal (de nationalité danoise) a également été coureur cycliste. 

## Palmarès sur route
- 1943
  - 3e de Paris-Briare
  - 3e du Grand Prix du CV 19e
- 1944
  - Grand Prix du CV 19e
  - Grand Prix des Nations
- 1945
  - Paris-Évreux
  - Paris-Mantes
  - Grand Prix Peugeot :
    - Classement général
    - 1re et 2e étapes

  - 2e du Grand Prix des Nations
- 1947
  - Critérium des As
  - 2e du Critérium national
- 1948
  - 3e du Grand Prix des Alliés
- 1949
  - 3e du Grand Prix des Alliés
- 1957
  - 3e des Boucles de la Gartempe

## Palmarès sur piste

### Championnats de France
- 1947
  -  Champion de France de poursuite

### Courses de six jours
- Six jours de Berlin : 
  - 1951 et 1952 (avec Guy Lapébie)
  - 1954 (avec Dominique Forlini)
- Six jours de Hanovre : 
  - 1951 (avec Guy Lapébie)
  - 1952 (avec Georges Senfftleben)
- Six jours de Munich : 
  - 1951 (avec Guy Lapébie)
- Six jours de Dortmund : 
  - 1952 (avec Guy Lapébie)
- Six jours de Saint-Étienne
  - 1949 (avec Roger Godeau)
  - 1952 (avec Georges Senfftleben)

### Prix
- Prix Raynaud-Dayen : 1948 (avec Raymond Goussot)
- Prix Wambst-Lacquehay : 1949 (avec Raymond Goussot)
- Prix du Salon : 1948 (avec Raymond Goussot), 1951 (avec Guy Lapébie), 1952 (avec Dominique Forlini)
- Prix Hourlier-Comès : 1952 (avec Dominique Forlini)
- Prix Goullet-Fogler : 1948 (avec Raymond Goussot), 1953 (avec Georges Senfftleben)

### Championnats régionaux
- 1943
  - Champion d'Île-de-France de poursuite par équipes (avec Raymond Goussot, Jean Ferrand et Georges Souliac)
- 1945
  - Champion d'Île-de-France de poursuite par équipes (avec Jean Ferrand, Jean Baldassari et Roger Prévotal)